# شومبي فوكوكا
شومبي فوكوكا (باليابانية: 福岡 慎平) (مواليد 27 يونيو 2000) هو لاعب كرة قدم ياباني.

## وصلات خارجية
- شومبي فوكوكا على موقع الاتحاد الدولي (مؤرشف)  (الإنجليزية)
- شومبي فوكوكا على موقع رابطة كرة القدم اليابانية للمحترفين (اليابانية)
- شومبي فوكوكا على موقع قاعدة بيانات كرة القدم.إي يو (الإنجليزية)
- شومبي فوكوكا على موقع Soccerway.com (الإنجليزية)
- شومبي فوكوكا على موقع عالم كرة القدم.نت (الإنجليزية)